# Astragalus langtangensis
Astragalus langtangensis är en ärtväxtart som beskrevs av Dieter Podlech. Astragalus langtangensis ingår i släktet vedlar, och familjen ärtväxter. Inga underarter finns listade i Catalogue of Life.